# Hampala lopezi
Hampala lopezi là một loài cá vây tia thuộc họ Cyprinidae.
Loài này chỉ có ở Philippines.